# Mímisbrunnr

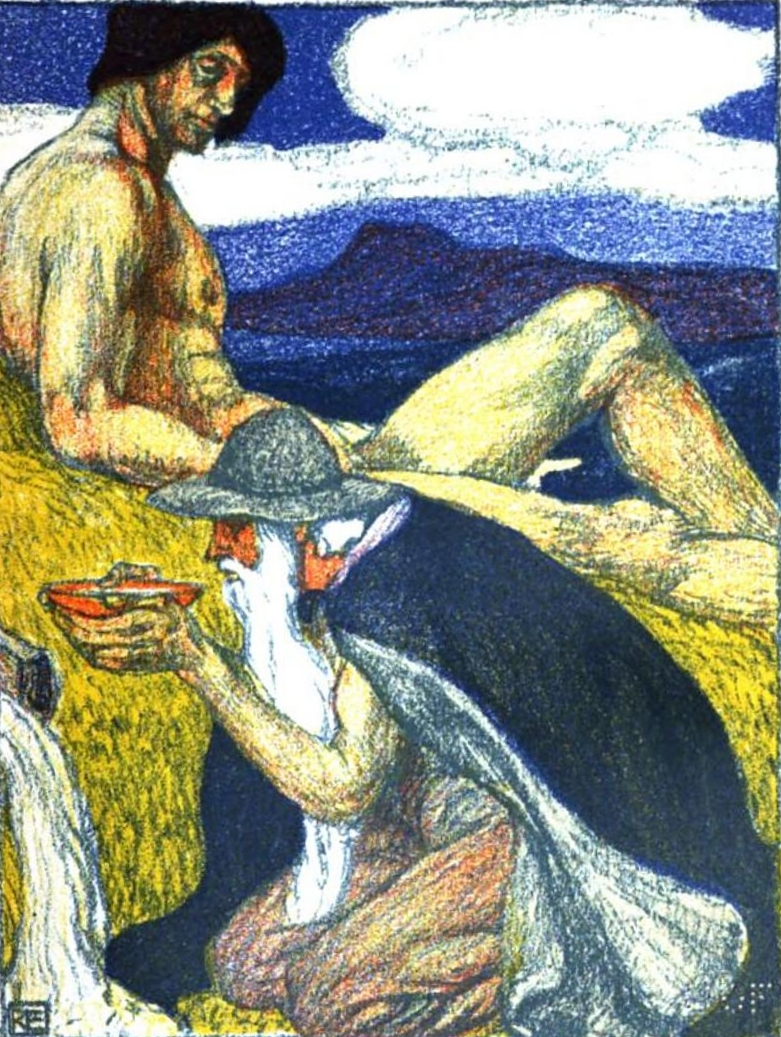
Odin bebendo da Fonte de Mímir. Pintura de Robert Engels (1903).

Na mitologia nórdica, Mímisbrunnr ("Fonte de Mímir") é a fonte que contém a sabedoria e a inteligência. A fonte se encontra no Jotunheim. Mímir é o guardião da fonte e a bebe todas as manhãs, pois ele é o deus da sabedoria. Ele apenas deixou Odin beber um gole da fonte, depois que o deus deixou seu olho esquerdo como um sacrifício.

## Literatura
- Henry Adams Bellows: The Poetic Edda. Princeton University Press, New York, 1936: The American-Scandinavian Foundation.
- Anthony Faulkes: Edda. Everyman, 1995. ISBN 0-460-87616-3
- Carolyne Larrington: The Poetic Edda. Oxford World's Classics, 1999. ISBN 0192839462
- Rudolf Simek: Dictionary of Northern Mythology. D.S. Brewer, 2007. ISBN 0859915131
- Benjamin Thorpe: Edda Sæmundar Hinns Frôða: The Edda of Sæmund the Learned Part I. London: Trübner & Co., 1866